# Port lotniczy Selebi-Phikwe
Port lotniczy Selrbi-Phikwe – międzynarodowy port lotniczy położony w mieście Selebi-Pikwe, w Botswanie.